# Domingo Carvalho

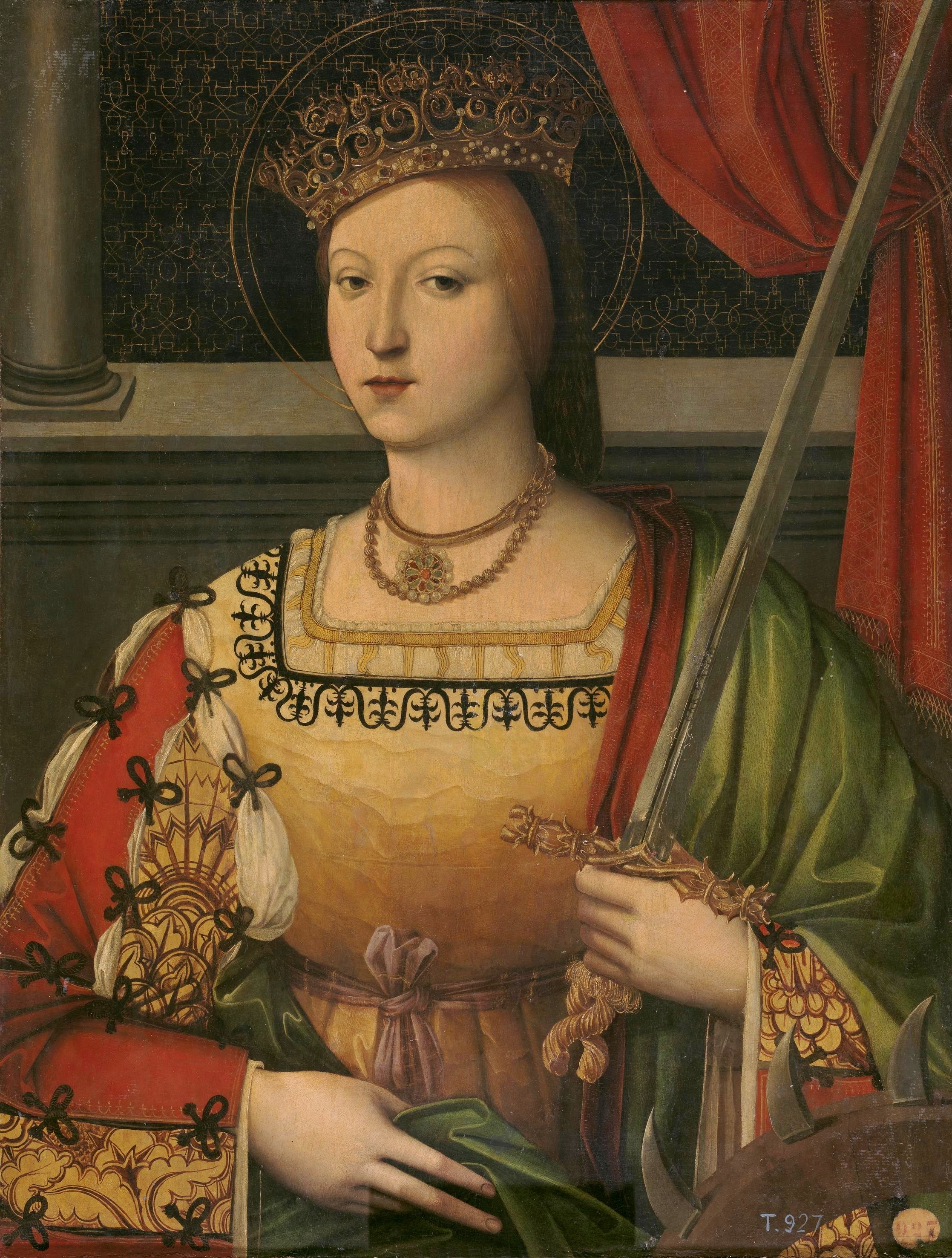
Catalina de Austria, reina de Portugal, como Santa Catalina, de Domingo Carvalho.. (Museo del Prado, Madrid).

Domingo Carvalho fue un pintor portugués del siglo XVI. Perteneciente a la escuela portuguesa, poco se sabe de él salvo que está documentado que estaba trabajando en Lisboa hacia 1537.

## Biografía
Su óleo sobre tabla Catalina de Austria, reina de Portugal, como Santa Catalina se encuentra en el Museo del Prado, en Madrid. Aunque no se conoce la procedencia del cuadro, de acuerdo con Gregorio Cruzada Villaamil, pudo pertenecer a la colección de Leonor de Mascarenhas, la fundadora del convento franciscano de Los Ángeles, de donde pasaría al Museo de la Trinidad.